# Theodor Kittelsen
Theodor Severin Kittelsen (Kragerø, 27 d'abril de 1857-Jeløja, 21 de gener de 1914) va ser un artista noruec, amb un estil classificat entre romàntic i naive, conegut per les seves pintures inspirades en la naturalesa i per les seves il·lustracions de contes de fades i llegendes, especialment de trols.
Kittelsen va néixer a un poble costaner a la província de Telemark, Noruega. El seu pare, un modest comerciant, va morir jove deixant una esposa i vuit fills —ell fou el segon— en una difícil situació econòmica; així, ja amb onze anys Theodor es va fer aprenent de rellotger, al principi a la seva ciutat natal i després aprenent de pintor a Cristiania —contemporàniament, Oslo— i de rellotger amb l'alemany Stein a Arendal. En aquesta feina, quan tenia disset anys, va ser descobert pel advocat i president de l'Associació d'Art Diderich Maria Aall que va esdevindre el seu benefactor i, gràcies a ell que va organitzar una col·lecta per pagar els costos de la seva educació artística, fou inscrit com a alumne a l'escola de pintura de Wilhelm von Hanno a Cristiania, i més tard a Múnic, també amb l'ajut financer d'Aall. L'estada va ser decisiva per a la seva carrera; va cultivar els gèneres de la caricatura, la sàtira i altres àmbits relacionats amb la il·lustració. A partir de 1879 Diderich Aall no va poder continuar amb el seu suport financer i Kittelsen va començar a treballar com a dibuixant per a periòdics i revistes alemanyes per mantenir-se econòmicament: els quatre anys que va estar a Alemanya va publicar a Neue Deutsche Illustrierte Zeitung o a Allgemeine Zeitung, entre d'altres. El 1882 Kittelsen va rebre una beca per estudiar a París i el 1887 va tornar a Noruega, on va trobar en la naturalesa una gran font d'inspiració. Va passar els següents dos anys a Lofoten on també va començar a escriure textos per complementar els seus dibuixos. El 1899 Kittelsen i la seva família es van mudar a una nova llar amb un estudi artístic —Lauvlia, que va esdevenir el 1995 un museu dedicat al seu treball— a Sigdal. El lloc va ser curosament seleccionat, amb vistes a la característica muntanya Andersnatten i al llac Soneren, en mig de la natura i, els deu anys que va viure al lloc, fou el seu període més productiu artístic, tant en pintura com en escultura. Durant aquest temps, Kittelsen va ser contractat pels polifacètics col·leccionistes de contes folklòrics Peter Christen Asbjørnsen i Jørgen Moe, per il·lustrar els Norske Folkeeventyr. El 1908 va ser nomenat cavaller de l'Orde de Sant Olaf, però els últims anys de la seva vida la seva salud es va debilitar i es va veure forçat a vendre Lauvlia el 1910 i se li va concedir una renda estatal per artistes el 1911 amb la que, va sobreviure precàriament, fins al 1914, any de la seva mort.

## Pintures i dibuixos

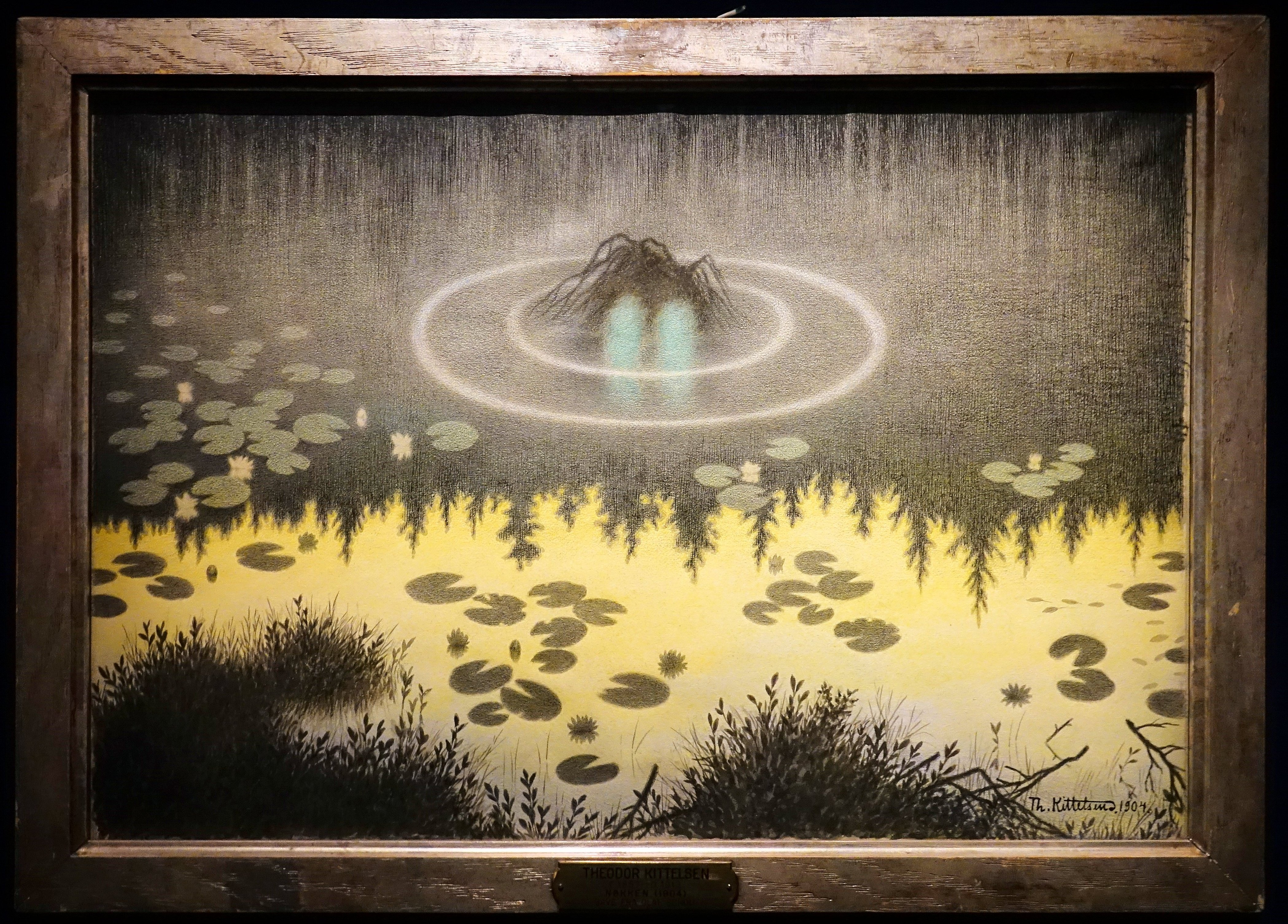
Nøkken, 1887–92 (The Nix)
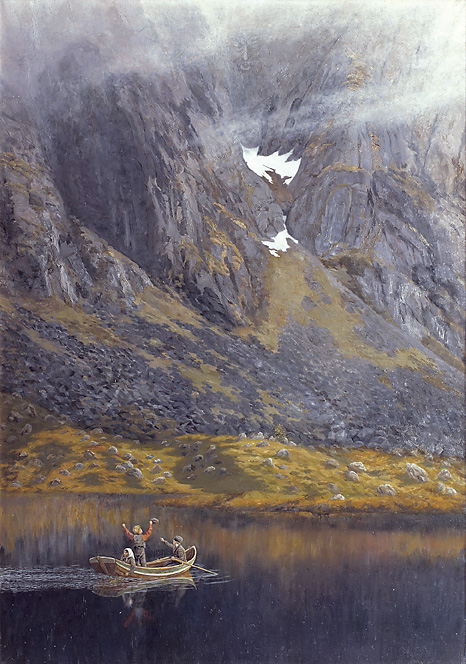
Ekko (Echo), 1888
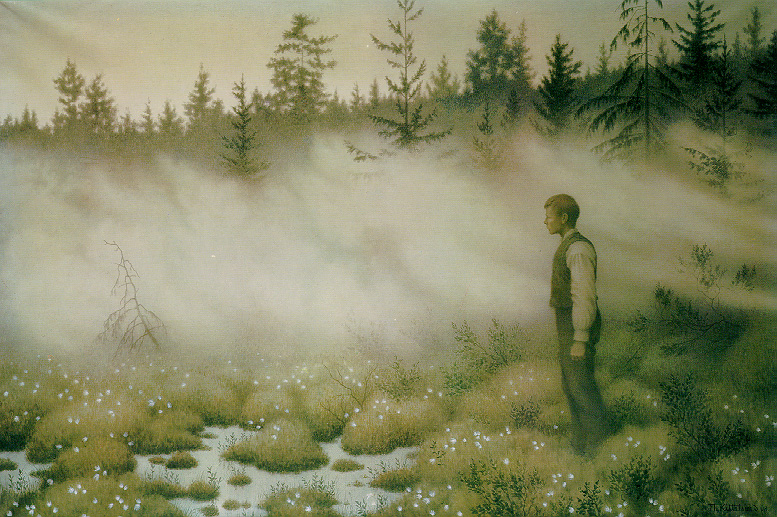
Huldra forsvant (The Hulder That Disappeared)
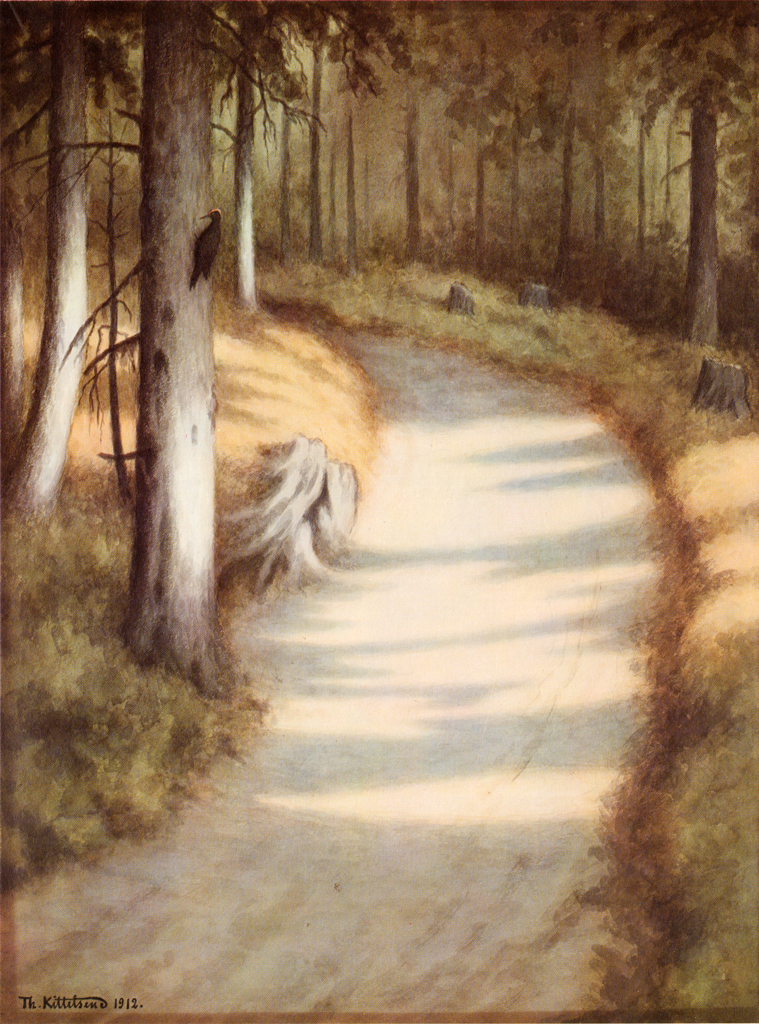
Hakkespett, 1912 (Woodpecker)
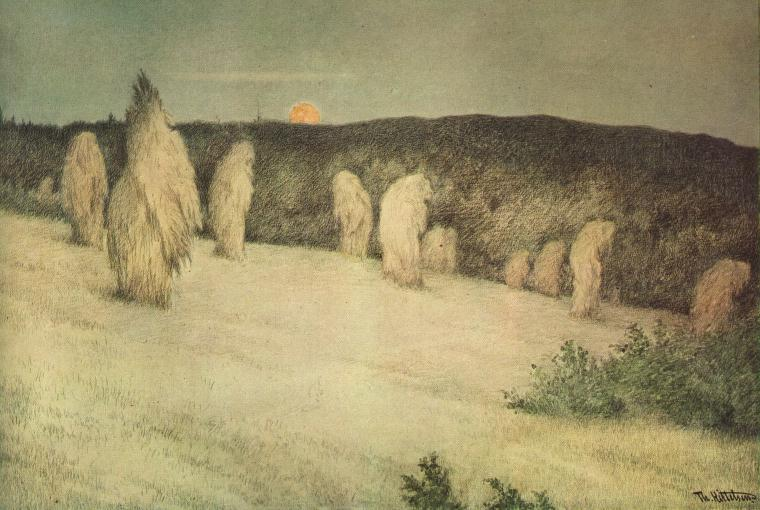
Kornstaur i måneskinn, c. 1900 (Stooks of Grain in Moonlight)
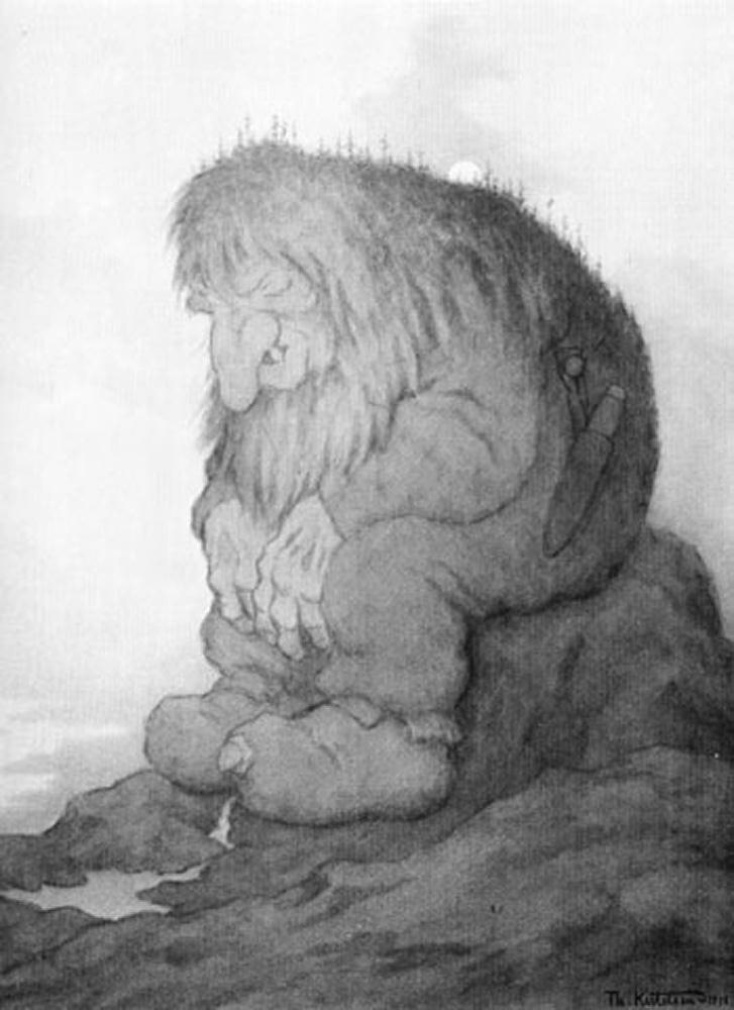
Trollet som grunner på hvor gammelt det er, 1911 (The troll who wonders how old he is)
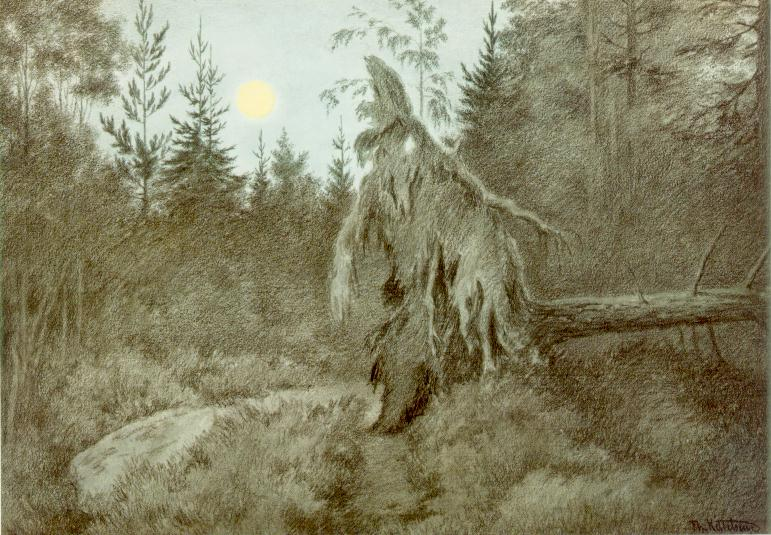
Det rusler og tusler rasler og tasler, 1900 (Creepy, Crawly, Rustling, Bustling)
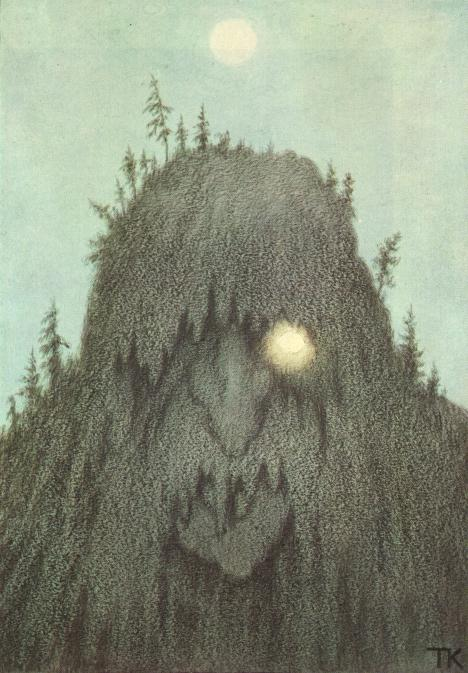
Skogtroll, 1906 (Forest Troll)
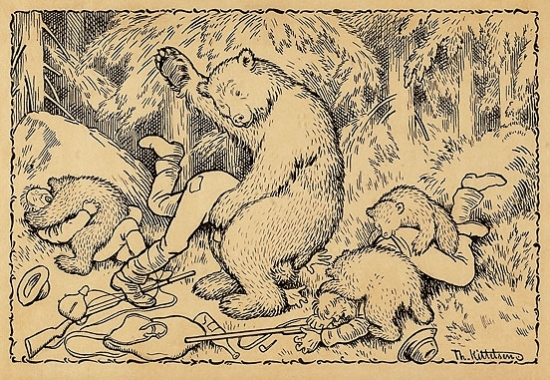
En uheldig bjørnejakt (An Unfortunate Bear Hunt)
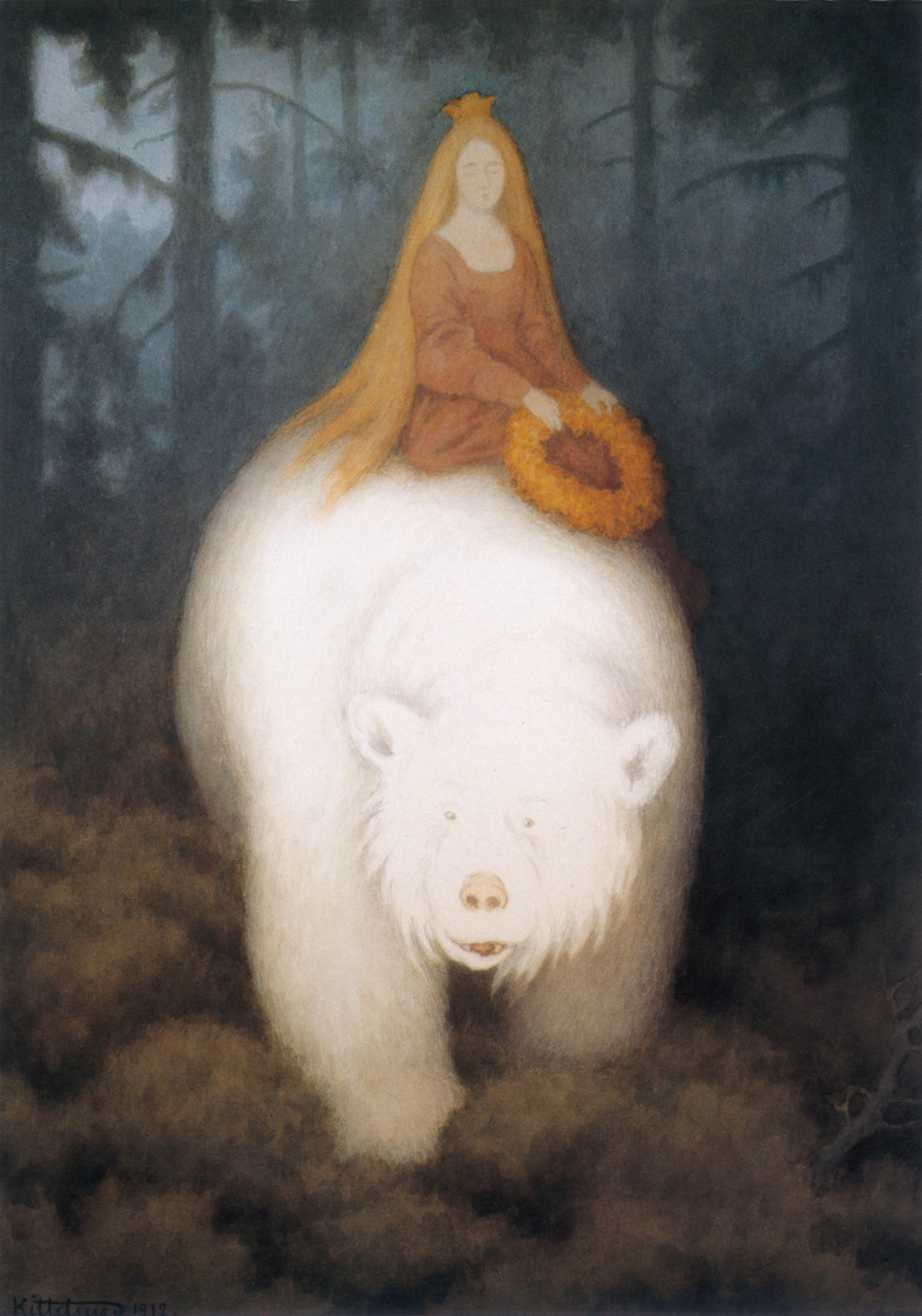
Kvitebjorn - Kong Valemon, 1912 (White Bear King Valemon)
Op under Fjeldet toner en Lur, 1900 (Up in the Hills a Clarion Call rings out)
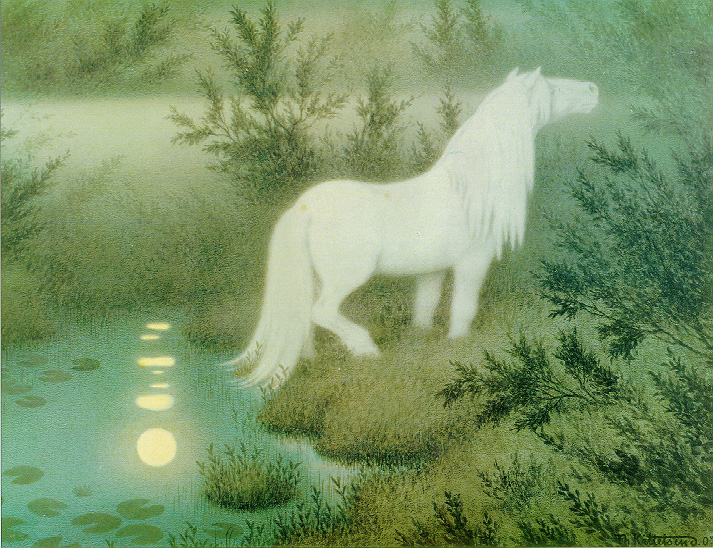
Nøkken som hvit hest, 1909 (The Nix as a white horse)
Juletroll .1907 (Christmas Troll)
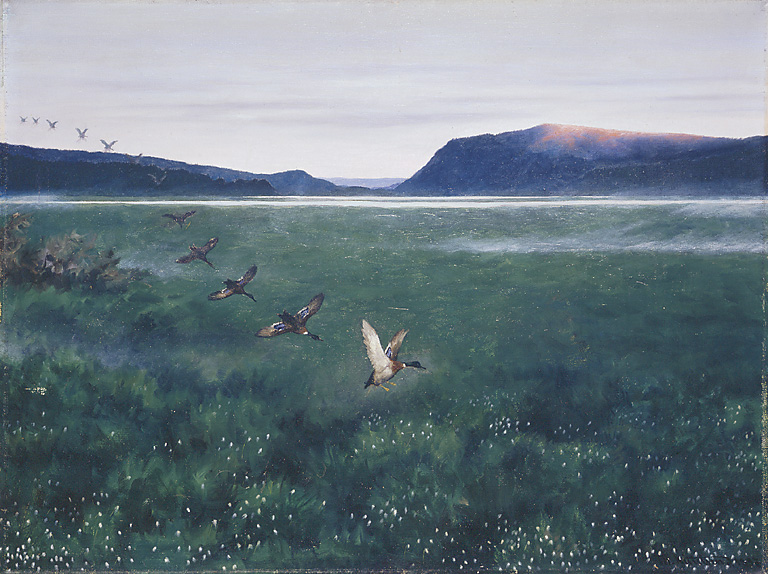
12 villender, 1897 (The 12 wild ducks)
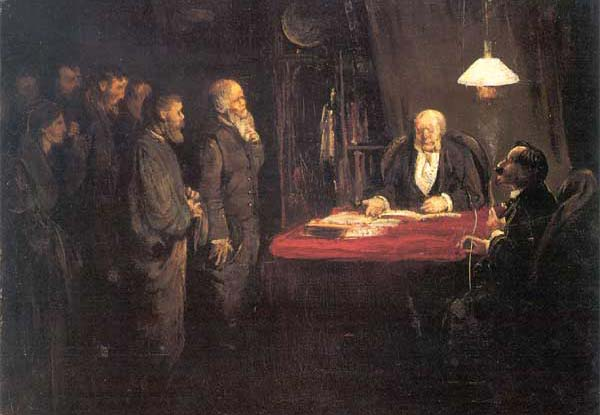
Streik, 1879 (Strike action)
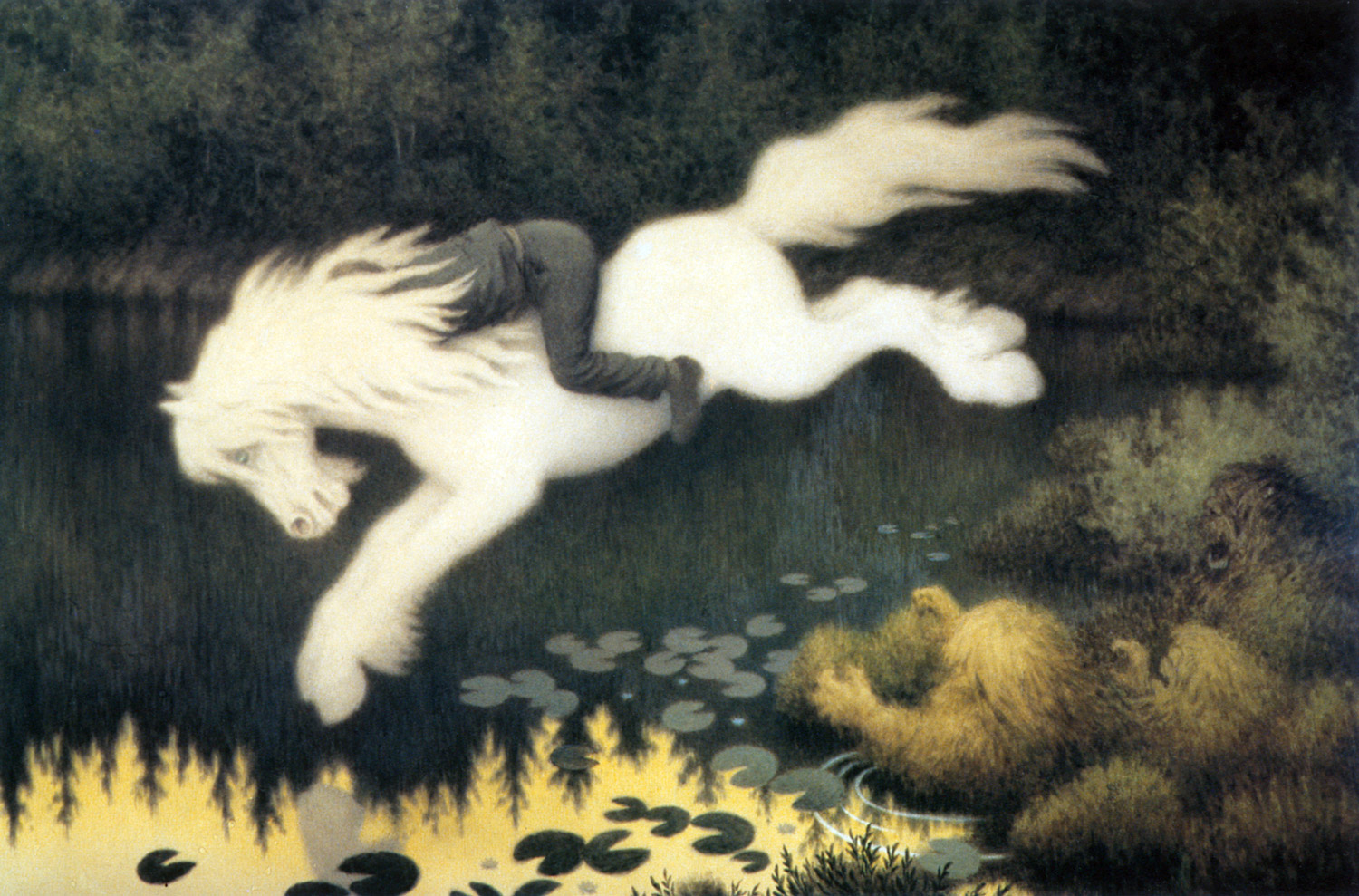
Gutt på hvit hest (Boy on white horse)
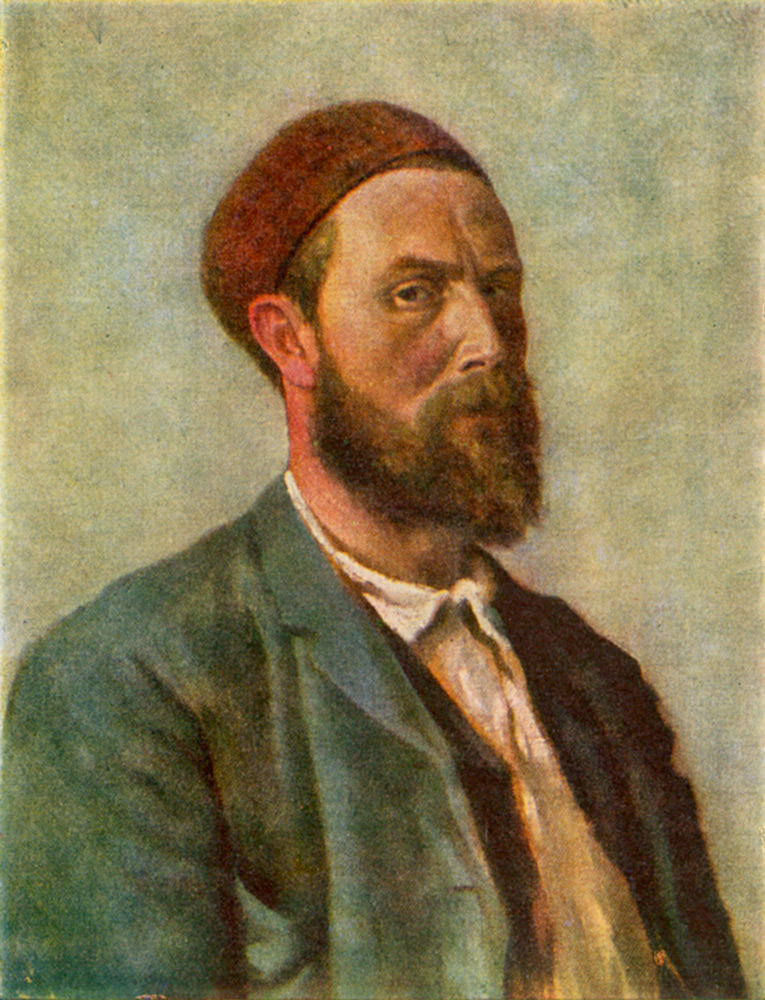
selvportrett, 1891 (Self-portrait)

### Il·lustracions perSvartedauen(Black Death)

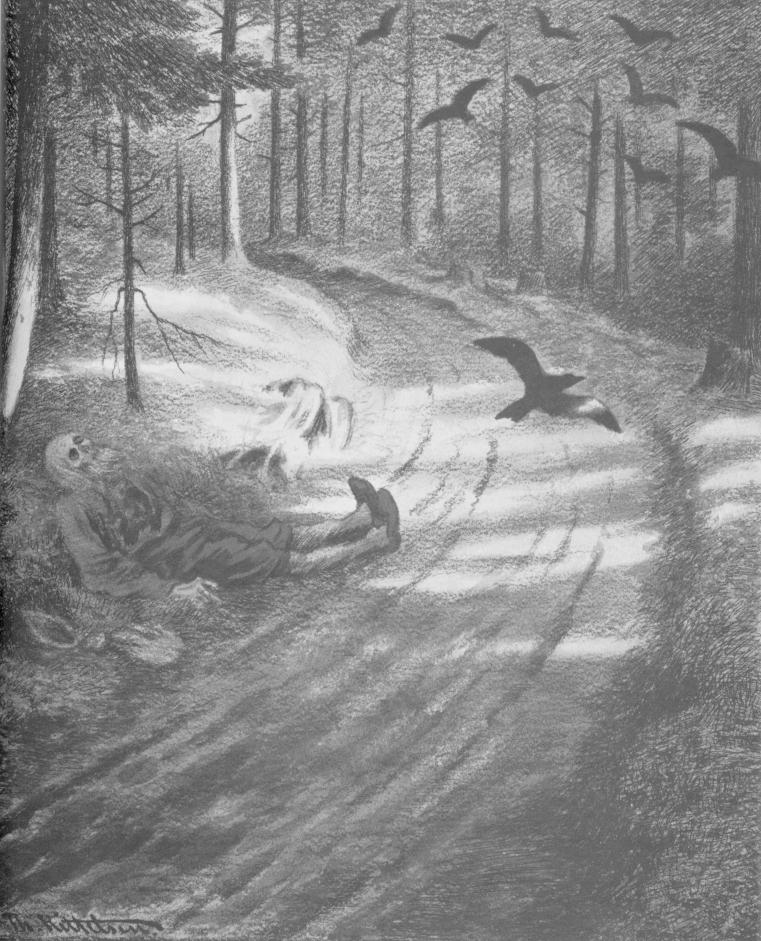
Fattigmannen, 1894–95 (The Pauper)
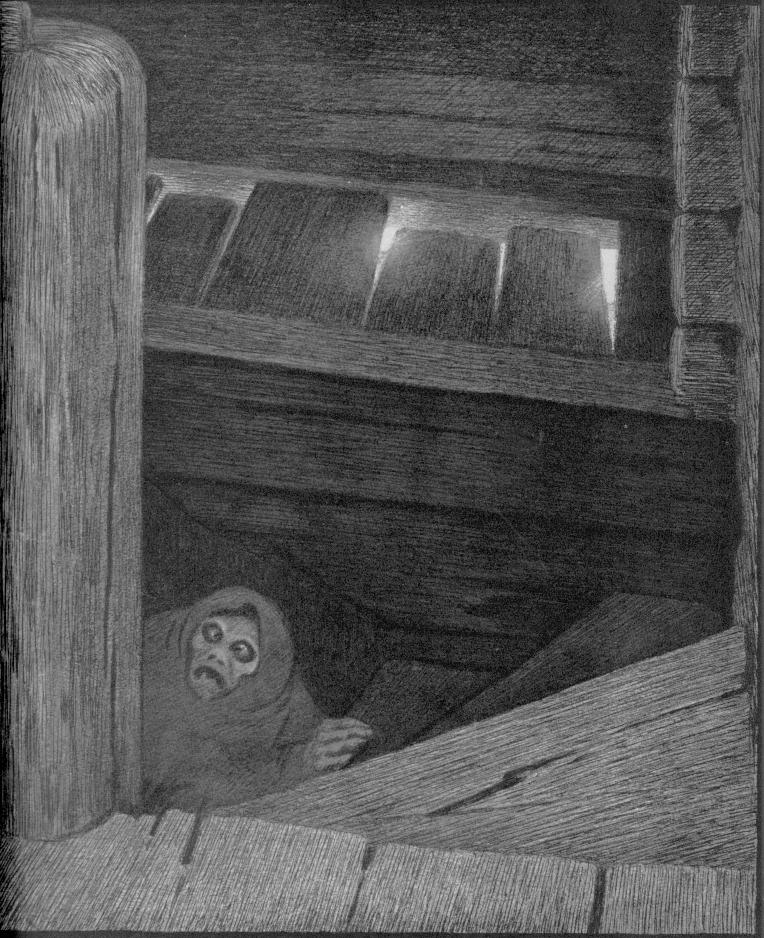
Pesta i trappen, 1896 (Plague on the Stairs)
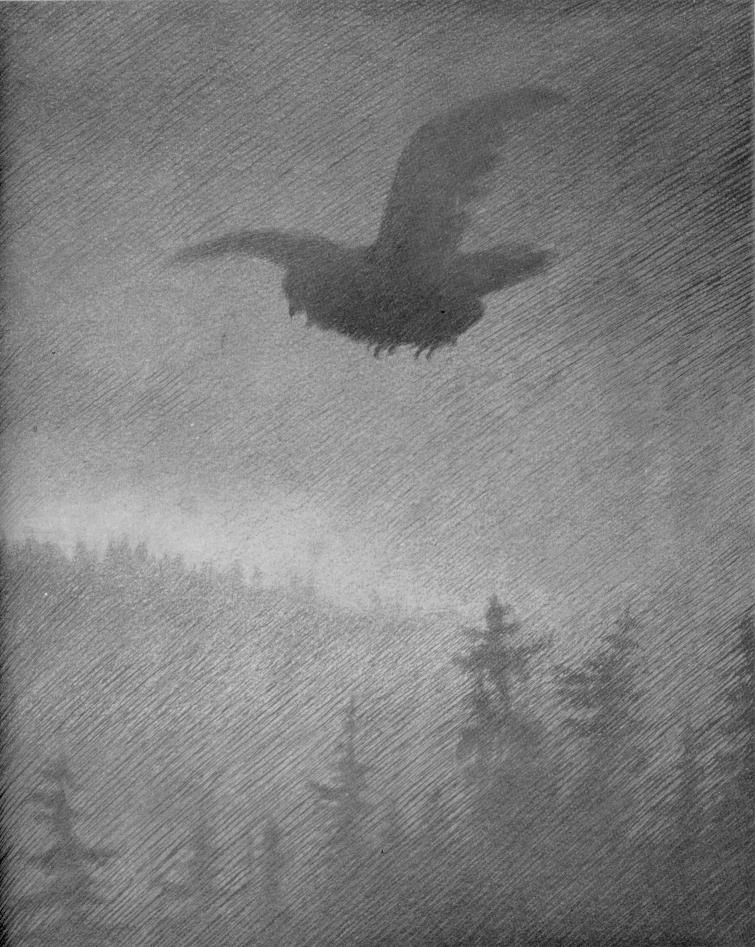
Pesta Kommer, 1894–95 (Plague's Coming)
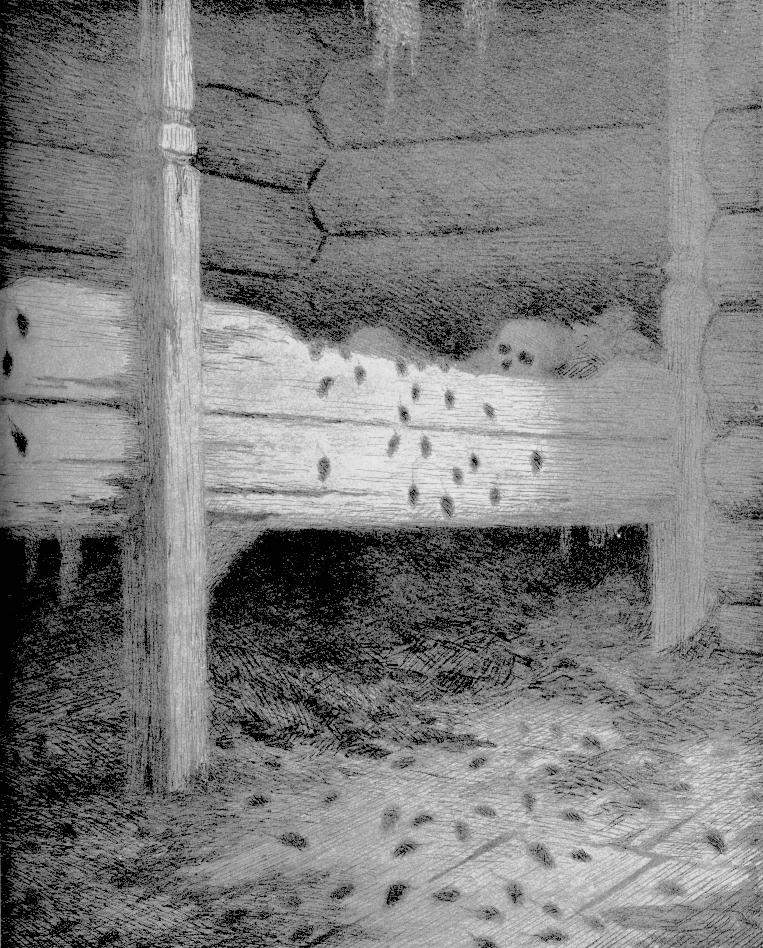
Musstad, 1896 (Mouse town)

## Obres
- Pooler. A Rosicrucian Soul.  SteinerBooks, 2009. ISBN 9781584200673.

Llibres il·lustrats per Theodor Kittelsen:
- Fra Livet i de smaa Forholde I-II (1889–1890)
- Fra Lofoten I-II (1890–1891)
- Troldskab (1892)
- Glemmebogen (1892)
- Har dyrene Sjæl? (1894)
- Kludesamleren (1894)
- Im Thierstaate (1896)
- Ordsprog (1898)
- Svartedauen (1900)
- Billeder og Ord (1901)
- Folk og trold. Minder og drømme (1911)
- Soria Moria slot (1911)
- Løgn og forbandet digt (1912)
- Heimskringla (1914)